# Hochschullager Winterthur

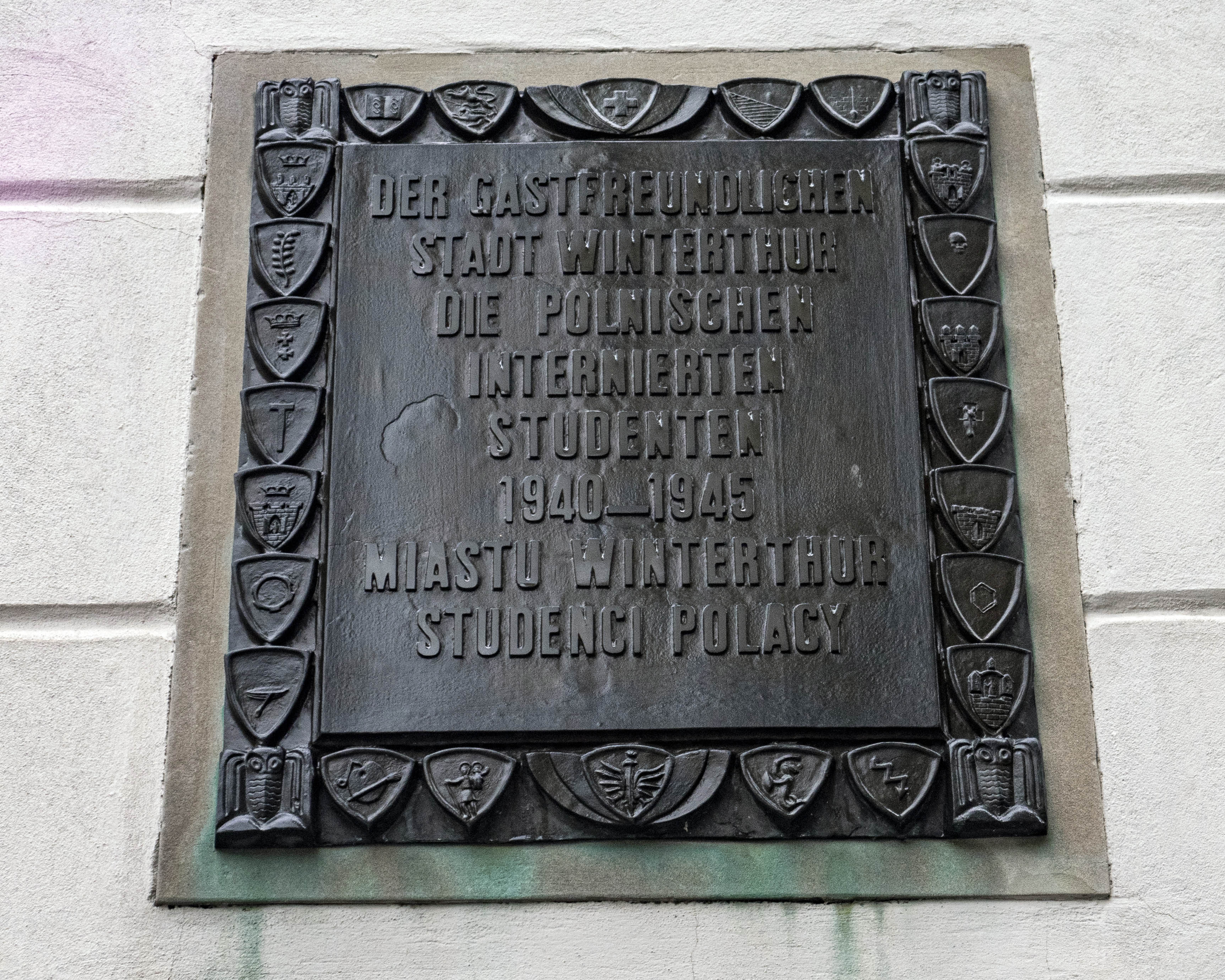
Die so genannte Polentafel am Gewerbemuseum Winterthur erinnert an das Hochschullager.

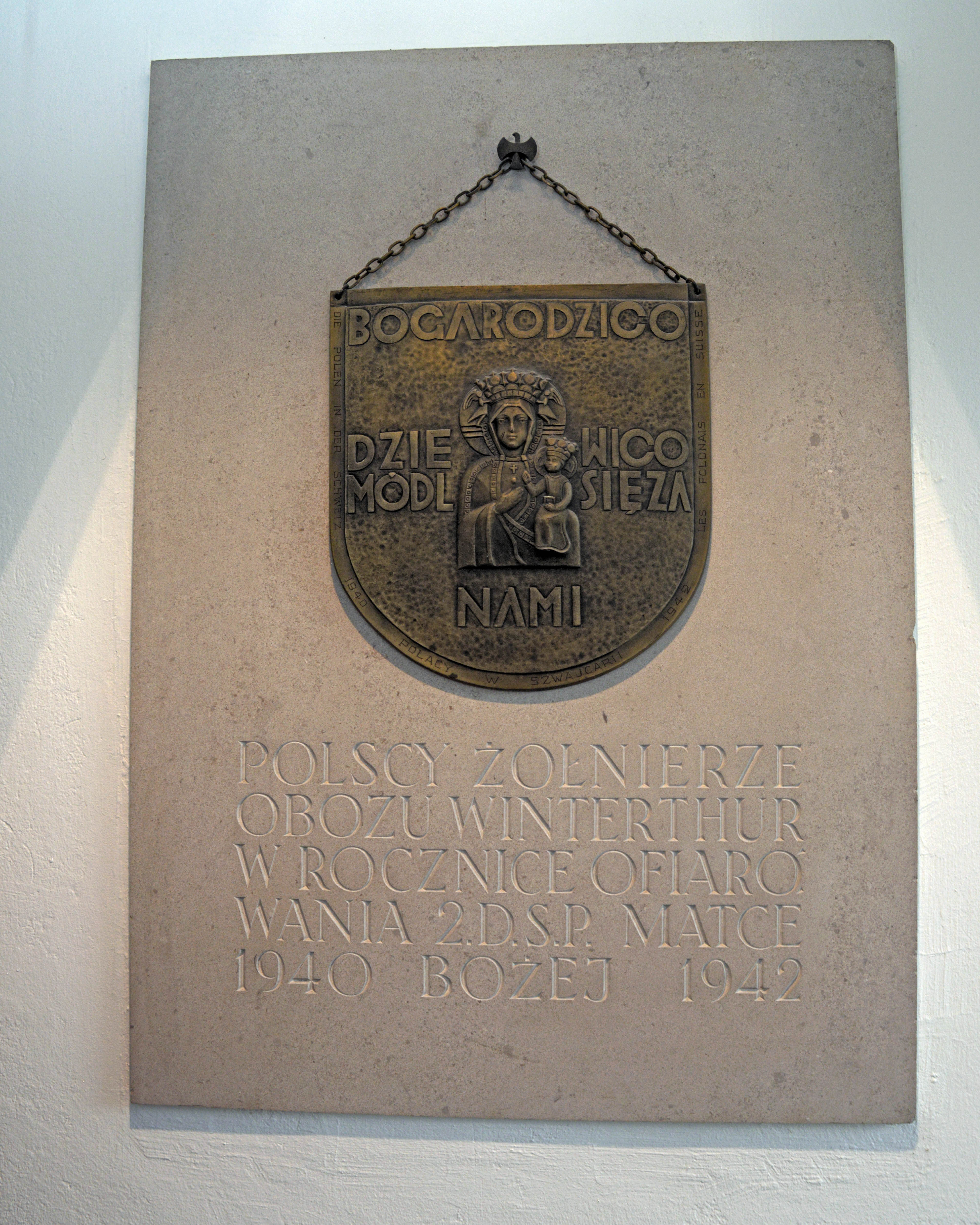
Gedenktafel in der Herz-Jesu-Kirche in Winterthur Mattenbach

Polnische Internierte aus dem Hochschullager Winterthur bei ihrer Ausbildung in Elektrotechnik im alten Physikgebäude der ETH Zürich. Ca. 1942.

Das Hochschullager Winterthur war eine Bildungseinrichtung auf Universitätsstufe für die in der Schweiz internierten polnischen Soldaten im Zweiten Weltkrieg. Es existierte von 1940 bis 1946. Insgesamt wurden in Winterthur während des Krieges über 500 polnische Soldaten unterrichtet. Ähnliche Hochschullager existierten in Herisau und Freiburg.

## Ausgangslage
Zwischen dem 19. und 21. Juni 1940 überschritten 20 000 französische und 12 500 polnische Soldaten die Schweizer Grenze im Jura. Im Kampf gegen die deutsche Wehrmacht waren sie in der Gegend von Dijon in eine aussichtslose Lage geraten und konnten sich der drohenden Kriegsgefangenschaft durch die Flucht in die Schweiz entziehen. Sie wurden in der Schweiz nach den Regeln der Haager Landkriegsordnung interniert. Die französischen Soldaten konnten bereits nach wenigen Monaten zurück in ihre Heimat. Insgesamt waren in der Schweiz im Zweiten Weltkrieg 104 000 Soldaten fremder Heere interniert. Viele von ihnen waren geflüchtete Kriegsgefangene aus Deutschland und Italien, die gegen Ende des Krieges kamen. Die polnischen Soldaten aber kamen bereits zu Beginn und blieben bis zum Ende des Krieges in der Schweiz. Bereits im Sommer 1940 kam die Idee auf, den jüngeren unter ihnen die Fortsetzung ihrer Ausbildung zu ermöglichen, um damit auch einen ideellen und geistigen Beitrag zu den Bewältigung der Kriegsfolgen und des Wiederaufbaus nach dem Krieg zu leisten. So entstanden die Hochschullager für Internierte in Freiburg, Herisau und Winterthur und für eine kurze Zeit für Franzosen und Belgier auch in Burgdorf. Letzteres wurde jedoch nach der Repatriierung dieser Soldaten 1941 wieder aufgelöst. Ausserdem existierte in Wetzikon im Zürcher Oberland ein Gymnasiallager, hier konnten die polnischen Soldaten ihr Abitur nachholen. Für die Zuteilung zu den verschiedenen Hochschullager war die Fachrichtung ausschlaggebend: In Winterthur waren primär die Polytechniker, Mediziner und Veterinäre. Alle übrigen kamen zunächst nach Freiburg, später aber wegen Platzmangel ebenfalls nach Winterthur, es handelte sich vor allem um Juristen und Pädagogen. Finanziell wurden die Hochschullager vom Fonds européen de secours aux Étudiants en 1942–1943 unterstützt.

## Betrieb des Hochschullagers
Die polnischen Soldaten im Hochschullager Winterthur unterstanden militärisch dem polnischen General Bronisław Prugar-Ketling, dem Kommandanten der polnischen 2. Schützendivision, die auch eine Disziplinarordnung erliess. Vor Ort war der polnische Oberstleutnant Reder verantwortlich. Für den Hochschulbetrieb setzte das 1940 gegründete Eidgenössischen Kommissariat für Internierung und Hospitalisierung EKIH den pensionierten ETH-Rektor Charles Andreae ein. Alle Hochschullager wurden unter die Aufsicht des Oberst i.Gst. Max Zeller Zeller gestellt.
Die Internierten-Hochschullager (IHSL) Freiburg, Winterthur und Herisau wurden ab 1942 in einem eigenen Verwaltungssektor des EKIH zusammengefasst. Die polnischen Soldaten wurden bei privaten Gastgebern untergebracht, mussten aber ihre Mahlzeiten gemeinsam im Saal des Kirchgemeindehauses Winterthur einnehmen. Der Unterricht fand zunächst in verschiedenen Lokalitäten in der Stadt Winterthur statt unter anderem im Chemiegebäude des Technikum, in der Kantonsschule, im Rathaus sowie im Gewerbemuseum Winterthur.
Das Hochschullager Winterthur nahm seinen Betrieb im Oktober 1940 auf. Bereits ab Herbst 1941 fand ein Teil des Unterrichtes an der Universität Zürich und an der ETH Zürich statt, ab dem Wintersemester 42/43 galt das für alle. Den Soldaten wurde erlaubt, jeden Tag mit dem Zug dorthin zu fahren. Die Studenten belegten Kurse in Architektur, Bauingenieurwesen, Maschineningenieurwesen, Elektrotechnik, Chemie, Land- und Forstwirtschaft, Pädagogik, Jura, Human- und Veterinärmedizin und weiteren Fächern. Die Soldaten erhielten zunächst nur Hörerstatus. Am Ende des Krieges wurde ihnen jedoch Diplome ausgestellt. Rund 160 Studierende wurden diplomiert, einige noch in den Jahren 1946 und 1947. Ein Teil dieser Diplome wurde nie abgeholt und befindet sich immer noch im Archiv der ETH Zürich. Ein Teil der Diplomarbeiten druckte das EKIH in zwei Sammelbänden ab.
Während der Semesterferien wurden die Angehörigen des Hochschullagers zu verschiedenen Arbeitseinsätzen in der Landwirtschaft und im Strassenbau herangezogen. Im Kanton Zürich in Seuzach, Bassersdorf und Rickenbach, im Kanton Graubünden in Chur, Vals, Cazis, auf dem Glaspass im Safiental. Man darf davon ausgehen, dass sie beim Bau von verschiedenen Polenwegen namentlich im Kanton Graubünden mitgewirkt haben. Ausserdem wurden Hilfsaktionen für die Heimat aber auch für polnische Kriegsgefangene organisiert.
Nach Kriegsende konnten die Soldaten zurück nach Polen, die meisten reisten jedoch in ein Drittland aus. Viele davon nach Frankreich aber auch in die USA.

## Freizeitgestaltung
Für die Freizeit standen zwei Räume in der Altstadt zur Verfügung, die von Clary und Kurt Schöllhorn-Dreyer zur Verfügung gestellt wurde; Kurt Schöllhorn war damals Direktor der Bierbrauerei Haldengut. Sie befanden sich im Haus zum Grabeneck an der Kreuzung Marktgasse und Unterer Graben. Die Räume wurden von polnischen Internierten mit heroischen Wandmalereien geschmückt, wie man auf den Fotos von Leszek Bialy gut erkennen kann: Gundlach, Protrowski, Pregowksi, Prohaska, de Reck, Sawka.
Einige der Studenten widmeten sich auch künstlerischen Tätigkeiten. Zwischen 1943 und 1945 fanden im Gewerbemuseum Winterthur eine Reihe von Ausstellungen mit künstlerischen Arbeiten von internierten Soldaten statt. Dabei waren Werke von T. Fuss, M. Kalitowicz, Z. Pregowski, W. Prochaska, de Reck, Stryienski, Z. Bern, Z. Stankiewicz, M. Piotrowski und N. Rajchmann zu sehen. Besonderen Stellenwert genoss die Musik: Ein eigens gegründeter Männerchor gab über 170 Konzerte in verschiedenen Teilen der Schweiz. Offiziell waren den Internierten persönliche Kontakte zur Bevölkerung verboten. Dieses Verbot wurde aber nicht durchgesetzt: Zahlreiche Internierte hatten Liebesbeziehungen, einige heirateten sogar nach dem Krieg. Einige Soldaten und Offiziere flohen aus dem Hochschullager und gelangten via Frankreich oder Italien nach England, wo sie sich dem Widerstand gegen Hitler-Deutschland anschlossen. Einige dieser Absetzungsbewegungen sind gut dokumentiert. So etwa jene des Dozenten Jan Sawka oder Bernhard Giberstein, der auch eine Tochter zeugte.
Die 1933 neu gebaute Herz-Jesu Kirche im Winterthur Mattenbach Quartier wurde den mehrheitlich katholisch geprägten polnischen Soldaten zur spirituellen Heimat. In einem Seiteneingang der Kirche erinnert eine Tafel an diese Zeit.

## Persönliche Erinnerungen
Einige der internierten Soldaten haben sich später zu ihrer Zeit im Winterthurer Hochschullager geäussert. So erinnert sich Wiktor Stefaniak in seinem Buch ‹Freiheit ist eine grosse Sache› im Jahr 1984. 
«Der Zug, der an einem Oktobermorgen aus der Westschweiz Richtung St.Gallen rollte, brachte einige Hundert Internierte, die gegen Abend in Winterthur ausstiegen. Im Schulhaus Neuwiesen-Tellstrasse fand die Verteilung derselben zu den einzelnen Wohnadressen statt. Dank einer ausgezeichneten Organisation gelangten alle Internierten noch am gleichen Abend, von Pfadfindern bzw. Kadetten geführt, zu den zugeteilten Privatzimmern. Die Logisgeber waren meistens ältere, wenig bemittelte Frauen, Witwen, denen das Zimmervermieten eine zusätzliche und willkommene Geldeinnahme bedeutete.Mein junger Schutzengel führte mich zuerst durch eine lange und breite Strasse, bis wir im Stadtquartier Töss in einem Hinterhof die gesuchte Wohnung der Vermieterin fanden. Meine Logisfrau war ein kleines, älteres aber noch lebhaftes Mütterchen. Durch die Küche trat ich in das mir zugewiesene Zimmer ein, das einfach möbliert, aber sauber war. Da ich einige Monate in Melchnau in einer riesigen Fabrikhalle verbracht hatte, kam mir das neue Logis sehr klein und eng vor. Ich schaute auf die Uhr und bemerkte, dass ich eine halbe Stunde von der Sammelstelle bis hier unterwegs gewesen war. Eine schöne Strecke vom Zentrum, dachte ich.»

WIKTOR STEFANIAK: Freiheit ist eine grosse Sache. 1984 
Der letzte der polnischen Internierten starb im Jahr 2020 im Alter von 100 Jahren. Es war Edward Krolak. Er erinnert sich an seine Zeit in Winterthur:
«Es hiess zwar Lager, aber im Gegensatz zu unseren Kameraden in den Barackenlagern wurde jeder von uns in einem Privatzimmer bei einer Schweizer Familie untergebracht. In Winterthur gab es eher weniger zu essen, deshalb ging ich ab und zu zum örtlichen Frauenverein. Da bekam ich für fünfzig Rappen eine feine Rösti. Anfangs hatte ich ein Zimmer in der Winterthurer Altstadt. Die Dame des Hauses war eine Berner Köchin, die es wirklich sehr gut mit uns meinte. Manchmal, wenn ich nach dem Mittagessen ins Zimmer kam, stand auf meinem Tisch ein Teller Suppe. Und zum Geburtstag bekam ich einen Cervelatsalat mit Brot. Das war einfach himmlisch. Überhaupt waren uns die meisten Schweizer wohlgesinnt. Ein Coiffeur verlangte von uns Polen nur fünfzig Rappen für einen Haarschnitt, auch ein Kinobesuch kostete nur 50 Rappen.»

EDWARD KROLAK, 2019
Einige polnische Soldaten blieben bis Sommer 1946 in der Schweiz um ihre Studien abzuschliessen. Ende Juni 1946 übergaben sie der Stadt Winterthur eine Gedenktafel für das Hochschullager Winterthur. Die Tafel wurde vom polnischen Künstler Pietrowksi Maciej gestaltet und Ende Juni 1946. Auf der dunklen Bronzetafel beim Gewerbemuseum heisst es: „Der gastfreundlichen Stadt Winterthur. Die internierten polnischen Studenten. Miastu Winterthur. Studenci Polaci.“
Die Sammlung Winterthur bewahrt ein grossformatiges Fotoalbum mit rund 50 professionell angefertigten schwarzweissen Fotos auf, welche das Leben im Hochschullager Winterthur dokumentieren. Sie stammen alle vom polnischen Soldaten Leszek Bialy. Er hatte das Album für die Gönnerin der internierten Soldaten, Clary Schoellhorn-Dreyer angefertigt.